# Tobias Rüther
Tobias Rüther (* 19. September 1973) ist ein deutscher Journalist und Autor. Er ist Redakteur bei der Frankfurter Allgemeinen Sonntagszeitung.

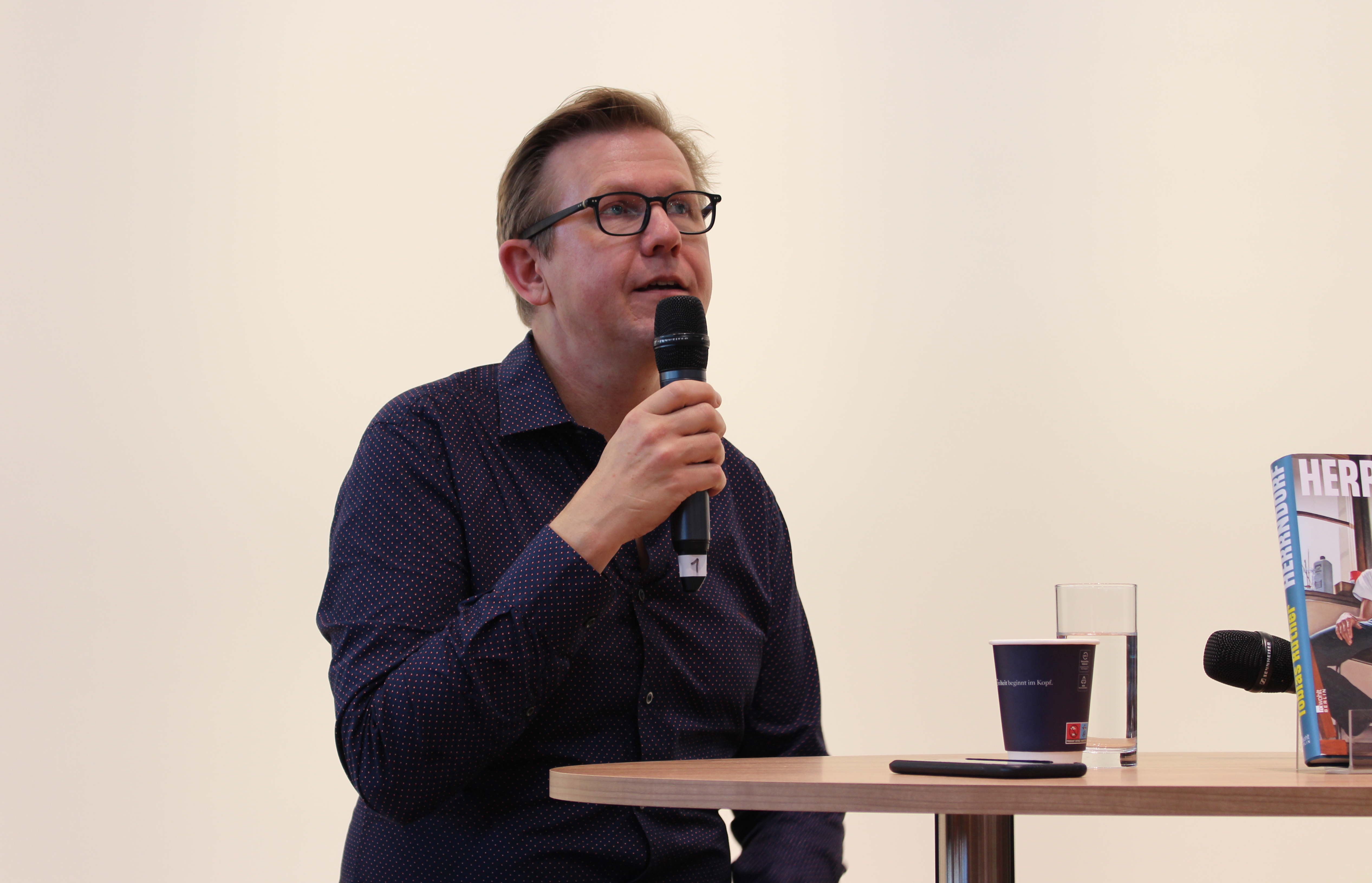
Tobias Rüther (2023)

## Leben
Tobias Rüther wurde am 19. September 1973 geboren. Er wuchs in Bad Rothenfelde auf und machte sein Abitur am Gymnasium Bad Iburg. Nach dem Absolvieren eines Zivildienstes in Münster studierte er Geschichte und Neuere Deutsche Literatur an der Freien Universität Berlin und der Washington University in St. Louis. Er absolvierte außerdem die Henri-Nannen-Schule in Hamburg. Ab 2003 war er als Pauschalist bei der Frankfurter Allgemeinen Sonntagszeitung. Vereinzelt verfasste er auch Texte für andere Zeitungen, etwa den Tagesspiegel oder die Süddeutsche Zeitung. Rüther war zudem für zwei Jahre Textchef des Kunstmagazins Monopol. Seit 2006 war er fester Redakteur bei der Frankfurter Allgemeinen Sonntagszeitung, anfangs für die Reiseseiten. 2007 wechselt er für drei Jahre nach Frankfurt zur Samstagbeilage „Bilder und Zeiten“. 2010 kehrt er zur Sonntagsausgabe als Feuilleton-Redakteur zurück. Von 2015 bis 2020 war er stellvertretender Leiter des Literaturressorts der Frankfurter Allgemeinen Sonntagszeitung, seit 2020 leitet er dieses.
Rüther ist seit 2013 Juror beim Preis der deutschen Schallplattenkritik. 2020 war er Mitglied der Jury, die den Helmut-M.-Braem-Übersetzerpreis vergab.

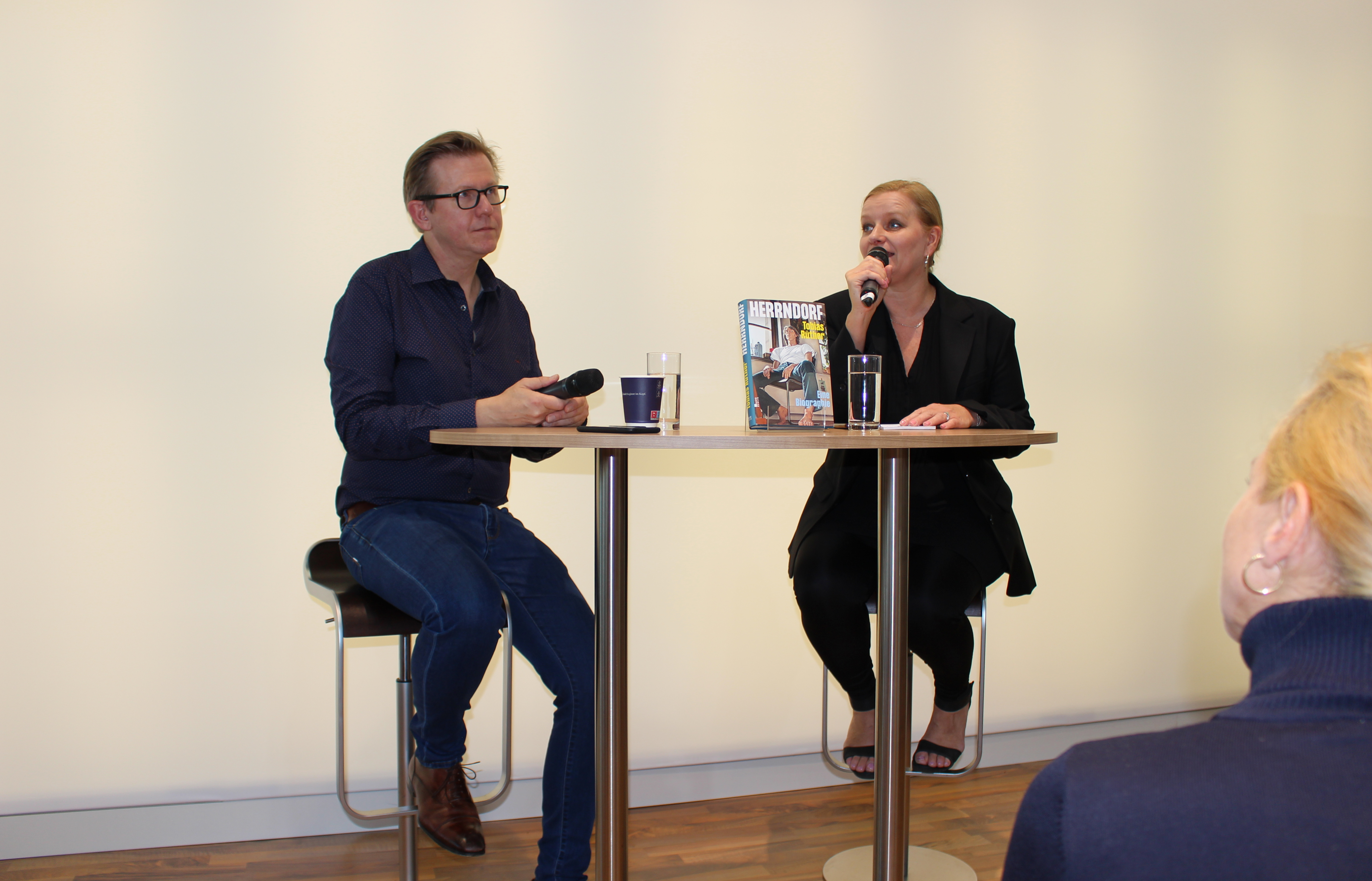
Autor Tobias Rüther (li.) im Gespräch mit Journalistin Julia Encke auf der Frankfurter Buchmesse (2023)

## Bücher
Neben seiner Tätigkeit als Journalist hat Tobias Rüther drei Bücher veröffentlicht.
2008 erschien Helden. David Bowie und Berlin im Rogner & Bernhard Verlag, das sich mit David Bowies Zeit in Berlin befasst.
2017 veröffentlichte Rüther im Rowohlt Verlag ein Buch über Männerfreundschaften. Das Buch erhielt positive Kritiken.
2023 veröffentlichte Rüther die erste Biographie des 2013 verstorbenen Schriftstellers Wolfgang Herrndorf. Für seine Biographie hat Rüther neben der Beschäftigung mit Herrndorfs Texten (darunter bisher unveröffentlichte Texte) mit Freunden und Bekannten Herrndorfs gesprochen. Mit der Arbeit an der Biographie hatte Rüther 2017 begonnen, nachdem der Rowohlt-Verlag auf ihn zugekommen war. Das Buch erhielt positive Kritiken: Stephan Wackwitz bezeichnet Rüthers Buch in der taz als „gründliche, kundige und empathische Biographie“, die „das bildnerisch-literarische Doppelvirtuosentum Herrndorfs stereoskopisch vor Augen führt“. Andreas Wirtensohn (WDR) meint, Rüthers Buch sei „detailreich [und] mit großer Empathie und Zuneigung verfasst“. Rüther war außerdem als Kommentator an der 2015 erschienen Herrndorf-Gesamtausgabe (Rowohlt Verlag) beteiligt.

## Preise
- 2007: 2. Platz Frankfurter Medienpreis für seinen Text „Raus aus der Berliner Luft“, erschienen in der FAZ[10]

## Schriften
- Helden: David Bowie und Berlin, Rogner & Bernhard, Berlin 2008, ISBN 978-3-8077-1031-0
- Männerfreundschaften: Ein Abenteuer, Rowohlt, Berlin 2013, ISBN 978-3-87134-748-1
- Herrndorf: Eine Biographie, Rowohlt Berlin, Berlin 2023, ISBN 978-3-7371-0082-3

## Belege
1. ↑  radioEins: Tobias Rüther, Autor, Frankfurter Allgemeine Sonntagszeitung. Abgerufen am 13. August 2023.
2. ↑  Tobias Rüther. In: Faz.net. Abgerufen am 13. August 2023.
3. 1 2  Tobias Rüther. In: schallplattenkritik.de. Abgerufen am 14. August 2023.
4. ↑  Helmut-M.-Braem-Übersetzerpreis 2020 | Miriam Mandelkow ausgezeichnet. Abgerufen am 14. August 2023.
5. ↑  Tobias Rüther: Männerfreundschaft. Ein Abenteuer - Perlentaucher. Abgerufen am 13. August 2023.
6. ↑  NDR: Sachbücher 2023: Drei spannende Neuerscheinungen zum Entdecken. Abgerufen am 14. August 2023.
7. ↑  Stephan Wackwitz: Jenseits der Festanstellung. In: Die Tageszeitung: taz. 12. August 2023, ISSN 0931-9085, S. 43 (taz.de [abgerufen am 13. August 2023]).
8. ↑  Andreas Wirtensohn: "Herrndorf. Eine Biographie" von Tobias Rüther. In: WDR. 10. August 2023, abgerufen am 13. August 2023.
9. ↑  Rüther verfasste den Beitrag: Indepence Day. Über das Werk von Wolfgang Herrndorf, der im Anhang der Gesamtausgabe erschien (vgl. das Inhaltsverzeichnis des dritten Bandes der Gesamtausgabe)
10. ↑  Frankfurter Medienpreis wird zum 2. Mal verliehen -. Abgerufen am 14. August 2023.

| Personendaten    | Personendaten                  |
| ---------------- | ------------------------------ |
| NAME             | Rüther, Tobias                 |
| KURZBESCHREIBUNG | deutscher Journalist und Autor |
| GEBURTSDATUM     | 19. September 1973             |